# نیلیما عظیم
نیلیما عظیم (انگلیسی: Neelima Azeem؛ زادهٔ ۲ دسامبر ۱۹۵۹) هنرپیشه سینما و تلویزیون اهل کشور هند است.وی همسر سابق پانکاج کاپور و مادر شاهد کاپور است.
او در فیلم خیابان، عشق عاشقانه و باج‌گیری بازی کرده است.